# 肥中街道
肥中街道（ひじゅうかいどう）は、現在の山口市と下関市豊北町神田の肥中浦を結ぶ街道。
街道は、大内氏の拠点だった山口市（道場門前,現在の安部橋付近）から大嶺・西市をへて響灘に面する肥中へいたる16里（約62km）の道筋で江戸期にも山口と豊浦郡北西部諸村を結ぶ街道と現在の国道435号がこの街道をおおよそ沿っている。

## 概要
大内氏が山口を本拠地としていた時代、山口とその統治下にあった豊北地域をつなぐ重要な政治路線であった。肥中港には船倉が置かれていて、筑前博多への出帆が多く、明や朝鮮との貿易の港として重要であった。その為、大内氏の時代には街道が海外へ通ずる外交通商ルートとしての性格もあった。その後、近世の毛利氏の時代になると、萩城下が中心となり防長の交通体系が整備されたことにより、この肥中街道の広域ルートとしての重要性は薄れ、沿道諸地域の集落をつなぐ地域内交通のローカルな道に変わっていった。近世の正保道帳によると、この街道は「山道並小道」に分類されている。

## ルート
道場門前 (山口市)- 湯田 - 中村 - 佐畑 - 赤田 - 寺領 - 畑 - 大垰 (山口市)- 綾木(美祢市美東町) - 岩永 (美祢市秋芳町) - 河原 (美祢市)- 大嶺 - 麦小野 - 麻生 (美祢市)- 殿敷 (下関市豊田町) - ハ道 (下関市豊田町) - 田耕(下関市豊北町) - 滝部 - 肥中港 (下関市豊北町)。

## 沿線関連施設
- 古四ノ宮神社
- 関屋一里塚
- 赤田神社
- 河内神社
- 大峠
- 肥中漁港
- 旧酒田家住居
- 船究番所跡